# قطعنامه ۱۵۷۳ شورای امنیت
قطعنامه ۱۵۷۳ شورای امنیت سازمان ملل متحد که در تاریخ ۱۵ نوامبر ۲۰۰۴ تصویب شد، سندی بین‌المللی دربارهٔ بررسی وضعیت در ساحل عاج است. این قطعنامه طی نشست ۵۰۷۸ام با ۱۵ رای موافق، ۰ مخالف و ۰ ممتنع تصویب شد.